# Фарзана Аслам
Фарзана Аслам — пакистанський фізик і астроном, професор студентських студій з математики, фізики та астрономії в Університеті Ковентрі. Раніше вона співпрацювала  професором фізики і астрономії в Інституті космічної і планетарної астрофізики в Університеті Карачі, Пакистан.

## Біографія
Аслам народилася у Wah Cantt, малому місті, знаменитому його спокійною атмосферою і високим рівнем грамотності населення. Фарзана Аслам навчалася у технічному коледжі Вах Кантта, в Університеті Пенджабу і отримала перший ступінь бакалавра наук з фізики. Потім вона переїхала в Ісламабад, де відвідувала Університет Quaid-i-Azam й отримала ступінь магістра з фізики.
Після закінчення магістратури Аслам отримала у тому ж інституті диплом магістра філософії у галузі лазерної та квантової фізики. Фарзана потім відвідала Велику Британію, університет Манчестера. У 2005 році отримала ступінь доктора наук з фізики та астрономії фізичного та астрономічного факультету Манчестерського університету. У 2005 році вона приєдналася до енергійної фізичної групи «Photon Physics Group» у Школі фізики і астрономії, яка спеціалізувалася на Двофотонній фізиці та Лазерній фотоніці. Аслам отримала ступінь доктора філософії у галузі фізики лазерів у 2005 році.

## Кар'єра у фізиці
Після закінчення магістратури з фізики Аслам почала працювати в університеті Пенджабу викладачем фізики для студентів та аспірантів. З часу вступу до Школи фізики і астрономії в Манчестерському університеті, вона була важливим дослідником в області полімерних композитів, сенсибілізованих напівпровідниковими наночастинками, з метою досягнення високої швидкості реакції і дифракційної ефективності, необхідної для застосування як зберігання та обробка даних. Вона також викладала вищу математику студентам університету.
Крім того, Аслам також брала активну участь у просвітницькій програмі з залученням студентських стипендій для розширення участі студентів в інженерних та фізичних дослідженнях університету Манчестера. Метою цієї просвітницької діяльності також є залучення дітей у британські державні школи та заохочення молодого покоління загалом до вивчення науки та техніки. Завдяки її плідній праці, вона була нагороджена нагородою на конференції Photon 04, що проводилася Інститутом фізики в Глазго з 5 по 9 вересня 2004 року.

## Погляди на пакистанських жінок
Фарзана переконана, що пакистанські жінки мають великий інтелект і потенціал для участі в кожній професії і можуть позитивно впливати на розвиток суспільства й відігравати життєво важливу роль, щоб побудувати його на більш здорових і міцних фундаментах. Вони повинні реалізувати свій повний потенціал у всіх сферах життя, особливо особистих, соціальних, економічних та політичних, і повинні усвідомлювати, що можуть досягти всіх цих цілей разом із збереженням своїх ісламських цінностей.

## Публікації

### Наукові роботи
- Спектроскопічні дослідження фоторефрактивних полімерів, сенсибілізованих наночастинками 17, Farzana Aslam; David J. Binks; Стів Деніелс; Найджел Пікетт; Пол О'Брайен. Журнал хімічної фізики том 316, 2005, с.17
- Фоторефрактивні показники полімерного композиту, сенсибілізованого наночастинками CdSe, пасивованими 1-гексадециламіном, Давидом Дж. Журнал сучасної оптики, том 52 (7), 2005, P 945—953.
- Фоторефрактивні показники сенсибілізованого полімеру CdSe / ZnS / наночастинок оболонки. Журнал хімічної фізики том 316, 2005, P 171-
- Вплив композиції наночастинок на продуктивність фоторефракційних полімерів Ф. Аслам, Дж. Стівенсон-Хілл, Девіда Дж. Бінкс, Стів Деніелс, Нігель Пікет і Пол О'Брайан. Хімічна фізика Том 333, 2007, С-42

## Дослідження зв'язків
- http://adsabs.harvard.edu/abs/2005CP....316..171A
- http://prideofpakistan.com/famedetail.php?id=14 [Архівовано 3 березня 2016 у Wayback Machine.]
- https://web.archive.org/web/20110218071840/http://www.coventry.ac.uk/cu/engineeringandcomputing/mathematicalsciences/staff/a/4803
- https://web.archive.org/web/20080410050502/http://www.eps.manchester.ac.uk/postgraduate/studentprofiles/aslam/
- http://www.defence.pk/forums/general-images-multimedia/21934-tribute-women-pakistan-3.html [Архівовано 10 листопада 2010 у Wayback Machine.]
- https://web.archive.org/web/20120227032511/http://www.ogdentrust.com/page/63/manchester-alumni.htm
- https://web.archive.org/web/20110725235538/http://www.moremathsgrads.org.uk/home/about_us/who_is_who.cfm